# Pentaceraster horridus
Espèce
Pentaceraster horridus est une espèce d'étoile de mer de la famille des Oreasteridae.

## Description
C'est une étoile de mer régulière épaisse et charnue, pourvue de cinq bras boudinés de section plus ou moins triangulaire, et d'un disque central épais et très bombé (presque en pyramide). Son corps est assez rigide, généralement rouge brique (mais pouvant aller d'orangé à brun), et couvert une grande densité de gros tubercules arrondis, très durs et légèrement plus clairs. Le milieu de chaque bras porte une rangée de tubercules bien alignés, et les autres sont disposés de manière moins régulière. 
Cette étoile peut mesurer jusqu'à une trentaine de centimètres de diamètre. La face orale est généralement de la même couleur que la face aborale, avec des sillons ambulacraires marqués par des épines blanches.

## Habitat et répartition
Cette étoile se rencontre à faible profondeur sur les côtes d'Afrique de l'Est et surtout dans la région de Madagascar,. Elle affectionne notamment les herbiers de phanérogames marines. 

## Systématique
Le nom valide complet (avec auteur) de ce taxon est Pentaceraster horridus (Gray, 1840).
L'espèce a été initialement classée dans le genre Pentaceros sous le protonyme Pentaceros horridus Gray, 1840.
Pentaceraster horridus a pour synonymes :
- Pentaceros belli de Loriol, 1885
- Pentaceros horridus Gray, 1840
- Pentaceros sladeni deLoriol, 1885